# Liste der Monuments historiques in Corlay
Die Liste der Monuments historiques in Corlay führt die Monuments historiques in der französischen Gemeinde Corlay auf.

## Liste der Bauwerke
| Bezeichnung       | Beschreibung              | Standort                                       | Kennzeichnung | Schutzstatus | Datum | Bild           |
| ----------------- | ------------------------- | ---------------------------------------------- | ------------- | ------------ | ----- | -------------- |
| Haus              | Erbaut 1615               | Place de l’Église, gegenüber der Kirche (Lage) | PA00089066    | Inscrit      | 1965  | weitere Bilder |
| Kirche St-Sauveur | Erbaut 1575               | (Lage)                                         | PA00089065    | Inscrit      | 1925  | weitere Bilder |
| Schloss           | Erbaut im 15. Jahrhundert | (Lage)                                         | PA00089064    | Inscrit      | 1926  | weitere Bilder |

## Liste der Objekte

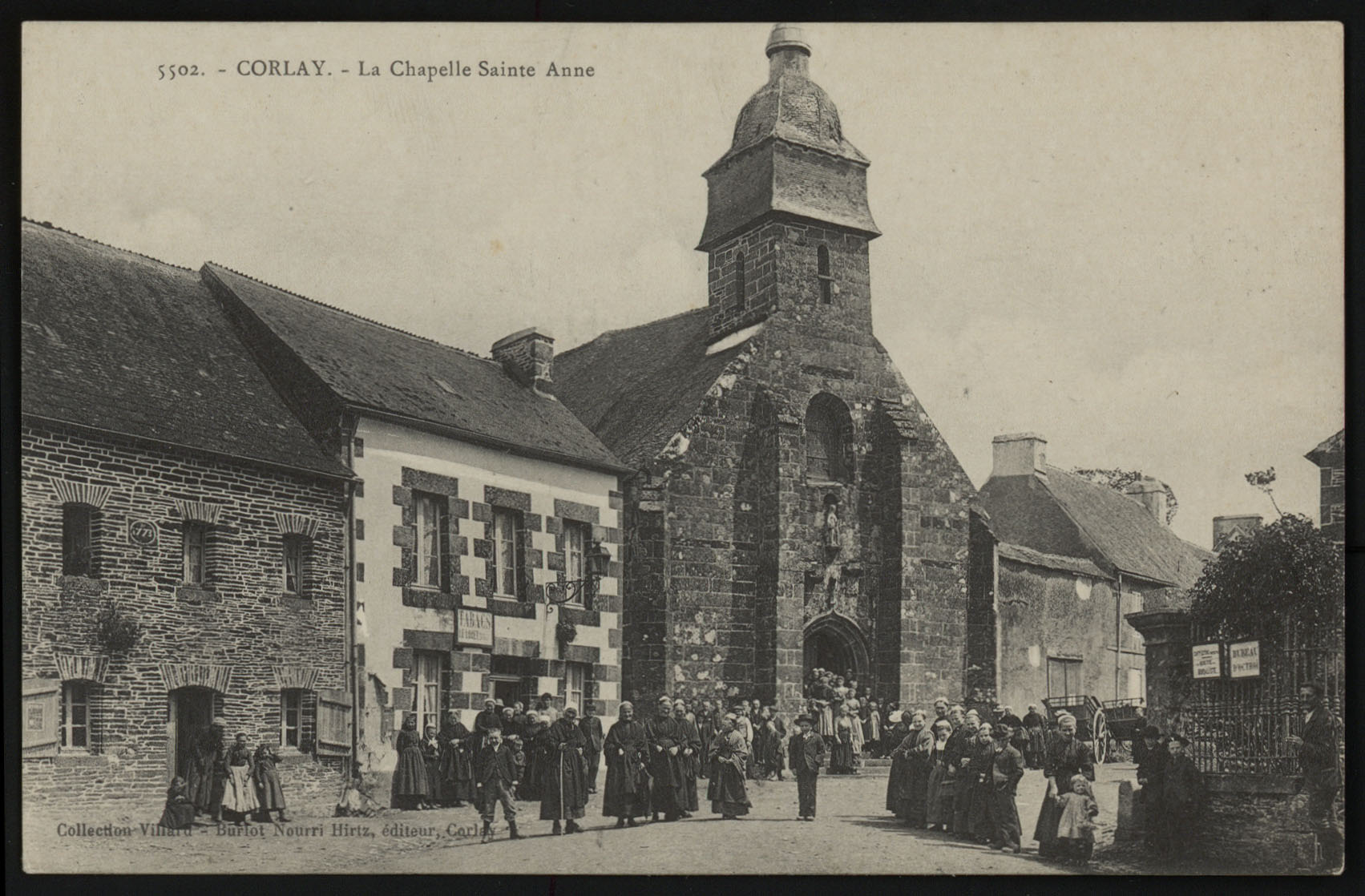
Postkarte mit der Kapelle Ste-Anne, über dem Portal die Skulptur der heiligen Anna (17. Jahrhundert)

- Monuments historiques (Objekte) in Corlay in der Base Palissy des französischen Kultusministeriums